# Плавинище
Плавинище (укр. Плавинище) — село,
Плавинищенский сельский совет,
Роменский район,
Сумская область,
Украина.
Код КОАТУУ — 5924187301. Население по переписи 2001 года составляло 1139 человек.
Является административным центром Плавинищенского сельского совета, в который, кроме того, входят сёла
Борозенка,
Загребелье,
Кононенково и
Сененково.

## Географическое положение
Село Плавинище находится на правом берегу реки Сула,
выше по течению на расстоянии в 1,5 км расположено село Загребелье,
ниже по течению на расстоянии в 2 км расположен город Ромны,
на противоположном берегу — село Герасимовка.
Рядом проходит автомобильная дорога Т-1907.

## История
- Село Плавинище впервые в исторических документах вспоминается в 1709 году.
- Неподалёку от села Плавинище обнаружен курганный могильник скифских времен.

## Экономика
- Тепличное хозяйство.
- Завод «Слобожанская строительная керамика».
- ГП «Ромны-инвест».

## Объекты социальной сферы
- Дом культуры.